# Micraira tenuis
Micraira tenuis är en gräsart som beskrevs av Michael Lazarides. Micraira tenuis ingår i släktet Micraira och familjen gräs. Inga underarter finns listade i Catalogue of Life.